# Гард (Австрія)
Гард (нім. Hard) — ярмаркове містечко та громада округу Брегенц в землі Форарльберг, Австрія. Гард лежить на висоті 399 над рівнем моря і займає площу 17,46 км². Громада налічує 12696 мешканців. Густота населення 727/км².
Громада лежить в районі, який носить назву Брегенцький ліс (нім. Bregenzerwald). Неподалік розкинулося Боденське озеро. Через містечко протікає річка Брезенцер Ах. Населення Форальбергу розмовляє алеманським діалектом німецької мови, а тому ближче до швейцарців, ніж до населення більшої частини Австрії, яке розмовляє баварсько-австрійським діалектом.
|                               |
| Гард на мапі округу та землі. |

Адреса управління громади: Marktstraße 18, 6971 Hard.

## Демографія
Історична динаміка населення міста за даними сайту Statistik Austria